# Melissodes robustior
Melissodes robustior là một loài Hymenoptera trong họ Apidae. Loài này được Cockerell mô tả khoa học năm 1915.